# 阿諾德氏篩耳鯰
阿諾德氏篩耳鯰為輻鰭魚綱鯰形目甲鯰科的其中一種，為熱帶淡水魚，分布於南美洲巴拉那河、拉普拉他河及Uruguai河流域，體長可達4.8公分，棲息在底層水域，生活習性不明。

## 扩展阅读
維基物種上的相關：阿諾德氏篩耳鯰